# Homosexualidad en la cultura mapuche
La homosexualidad en la cultura mapuche es un tema que históricamente ha sido tabú desde la llegada de los conquistadores españoles  a los actuales territorios de Chile y Argentina (el Reino de Chile y el Virreinato del Río de la Plata, respectivamente), debido a la censura homofóbica que fue impuesta por la cercanía de la corona española a la Iglesia católica, con castigos a los actos sexuales entre personas del mismo sexo, al ser calificados como sodomía, que a su vez es considerada como pecado en esa religión. 

## Antecedentes
Para la cultura mapuche previa a la llegada de los colonizadores europeos, la sexualidad tenía un significado diferente, al igual que otras culturas de la América precolombina. El acto sexual dentro de la cosmovisión mapuche se relaciona con la renovación de energías, donde entra en juego "una fuerza poderosa, con la capacidad de crear y que envuelve todas las habilidades del ser humano". A pesar de que los conquistadores españoles justificaban su accionar argumentando que los amerindios no tenían un orden social claro, los mapuches contaban con el matrimonio como una institución establecida y bien definida, que podía ser tanto monógama como polígama, dependiendo de diferentes factores, como la posición socioeconómica y jerárquica dentro de una comunidad (lof) de los contrayentes, o especialmente del hombre, en una sociedad predominantemente patriarcal. Asimismo, condenaban como prácticas contra la naturaleza la violación[cita requerida] (independientemente de la orientación sexual del victimario) y el adulterio. El proceso de evangelización provocó un cambio en muchas de sus costumbres, a las que tuvieron que modificar para adaptarlas a las europeas, evitando así una eventual persecución, comenzando al mismo tiempo con una aculturación y sincretismo sociocultural con los españoles, adaptándose a sus ideas sobre el pudor, el decoro y la moral sexual, evitando de ese modo cometer posibles "herejías", consideradas como tales por las autoridades de la época, como los matrimonios poligamos o la fornicación, dada la relativa permisividad de los mapuches para tener relaciones sexuales previas al matrimonio, la que también podía incluir relaciones de tipo homosexual. En aquella época donde no existía una separación entre el Estado y la Iglesia católica, era común asociar los pecados como delitos, teniendo contempladas condenas por los actos sexuales que no tuvieran fines reproductivos como la sodomía, entendida como el sexo anal indististamente de la orientación sexual de quienes lo practican, que iban desde azotes hasta el encarcelamiento y la pena de muerte en la hoguera, de acuerdo al ordenamiento jurídico del Imperio español, como lo fue para el caso chileno y argentino hasta comienzos del siglo XIX.
Con respecto a las prácticas homosexuales, se tiene registro únicamente del sexo entre hombres, como una acción tolerada a nivel social, siempre y cuando se conservara la masculinidad de quienes lo practicaban y ambos hombres fueran solteros. El hombre que no se casaba y prefería mantener relaciones sexuales con otros hombres, era llamado por la comunidad como «malleo», sin una carga social negativa ni discriminatoria.

## Los machis weyes
Pese a que no hay evidencia sobre uniones de parejas del mismo sexo mapuche, se sabe de la existencia de hombres homosexuales que permanecían solteros y eran aceptados como tales por toda la comunidad, pudiendo incluso ejercer el cargo de machi, al ser reconocido como una persona con "dos almas". No existe registro sobre el lesbianismo o el travestismo. Desde tiempos ancestrales existieron los machis llamados como «weyes», quienes tenían un rol importante a nivel social y espiritual dentro de una comunidad mapuche, quienes eran conocidos por una cierta ambigüedad con respecto a sus roles de género, pudiendo variar de lo femenino a lo masculino sin ser transexuales propiamente tales, al incorporar elementos considerados como femeninos que tenían una connotación sagrada, e incluso podían mantener relaciones homosexuales de forma pasiva con hombres varoniles más jóvenes. No obtstante, debido al eurocentrismo y sesgo religioso de los historiadores que registraron a estos personajes, es difícil de precisar con exactitud las conductas de los chamanes, debido a que las narraciones iban siempre acompañadas con descalificativos de acorde a la moral del Imperio español, quienes consideraban muchas de ellas como perversiones demonizadas y actos paganos, tal como dejó de manifiesto el escritor Francisco Núñez de Pineda y Bascuñán en su libro «Cautiverio feliz»: 

"Parecía un Lucifer en sus facciones, talle y traje, porque andaba sin calzones (chamal), pues éste era de los que llaman hueyes (invertido pasivo). Traía en lugar de calzones un puno, que es una mantichuela, que traen por delante de la cintura para abajo, al modo de indias, y unas camisetas largas encima. Traía el cabello largo, siendo así que todos los demás andan trenzados. Las uñas tenia tan diformes, que parecían cucharas. (Era) muy pequeño de cuerpo, algo espaldudo y rengo (rengo: cojo por lesión en las caderas) de una pierna, (de modo) que sólo mirarle causaba horror y espanto: con que daba a entender sus viles ejercicios" (...) "Se ponen las gargantillas, anillos y otras alhajas mujeriles, siendo muy estimados y respetados de hombres y mujeres, porque hacen con éstas el oficio de hombres y con aquellos de mujeres... Les llaman hueyes, que en nuestro vulgar (idioma) son nefandos y que (también) en entre ellos se tienen por viles, por acomodarse...".
Francisco Núñez de Pineda y Bascuñán (extracto corregido de «El cautiverio feliz»)

De acuerdo al historiador y etnólogo Tomás Guevara, los jóvenes mapuche que practicaban actos homosexuales siendo solteros, nunca ocultaban estos actos sexuales, al no ser perseguidos ni condenados social o penalmente por ello, sino que era visto como algo natural si dicha práctica era con el machi hueye. Ellos sentían temor de que si lo mantenían oculto como secreto, una vez casados serían castigados por un ente superior y tendrían hijos con graves problemas de salud. Según la lingüista Elisa Loncon, la palabra weye (o también referido como weyun) se puede traducir como «gay», es decir, «hombre homosexual».

## Situación actual

### Activismo contemporáneo
Seba Calfuqueo, artista visual y activista por los derechos LGBT de origen mapuche, se ha encargado a través de su obra de difundir la realidad histórica de la homosexualidad en la cultura araucana, que por siglos se intentó censurar. En su video performance You will never be a weye (2012), retrató la imagen del curandero weye previo a la llegada de los conquistadores españoles al territorio chileno.
Por otra parte, la matrona y activista transexual feminista chilena, Claudia Ancapán Quilape, ha sido una de las promotoras para la mejor comprensión del sistema de género de la cosmovisión mapuche ancestral, contextualizando a los conceptos contemporáneos. El documental Claudia tocada por la luna (2018) muestra su historia de vida y las dificultades que ha tenido que enfrentar por su identidad de género.

### Bodas mapuche entre personas del mismo sexo
El 25 de febrero de 2023 se celebró la primera boda entre personas del mismo sexo de acuerdo a los ritos de la religión mapuche, mediante una ceremonia de wefún. El rito, en el que se reconoció el vínculo de la pareja compuesta por Rosa Salamanca Conalef (44) y Viviana Burgos Valenzuela (43), tuvo lugar en un bosque nativo en las proximidades de Villa Almagro, comuna de Nueva Imperial, en la Región de La Araucanía, convirtiéndose así en el primer reconocimiento a uniones del mismo sexo por parte de los pueblos indígenas de Chile en tiempos modernos.